# Csertkovói járás
A Csertkovói járás (oroszul: Чертковский муниципальный район) Oroszország egyik járása a Rosztovi területen. Székhelye Csertkovo.

## Népesség
- 1989-ben 40 355 lakosa volt.
- 2002-ben 39 974 lakosa volt.
- 2010-ben 36 680 lakosa volt, melyből 33 729 orosz, 1 449 ukrán, 410 cigány, 283 örmény, 80 fehérorosz, 75 azeri, 58 csecsen, 42 dargin, 42 oszét, 30 tabaszaran, 29 avar stb.